# Evence-Charles Coppée
Pour les articles homonymes, voir Coppée.
Le baron Évence-Charles Coppée, dit ECC, est un homme d'affaires et dirigeant de presse belge né le 16 juin 1953 à Etterbeek et mort le 11 janvier 2022 à Roumont,,.

## Biographie
Évence-Charles Coppée, né le 16 juin 1953 est le fils d'Évence Arnold Dieudonné Coppée (ou Évence IV), industriel belge, et de Clothilde de Bousies-Borluut. Son père est lui-même le descendant d'une grande dynastie d'industriels belges qui comprend également  Évence-Dieudonné Coppée I ou Évence I (1827-1875), Évence-Narcisse Coppée ou Évence II (1851-1925) et Évence-Dieudonné Coppée III ou Évence III (1882-1945). En février 1967, il perd sa mère lors d'un naufrage au large de la Sardaigne. Le 20 octobre 1978, il épouse Florence Lippens, fille du comte Robert Lippens, à Moerbeke-Waas. Il se remarie avec Fatine Layt, femme d'affaires franco-marocaine, le 20 décembre 2003.
Il obtient le diplôme de licencié en sciences économiques appliquées à l'Université catholique de Louvain.
Il passe ensuite sept années au Boston consulting group à Paris, avant de rejoindre le groupe du milliardaire Jérôme Seydoux pour l’aider à réussir sa diversification dans le textile, la distribution de films et la télévision payante. C'est ainsi qu'en 1996, Jérôme Seydoux fait appel à Évence-Charles Coppée pour diriger le quotidien français Libération, succédant à ce poste à Serge July. Évence-Charles Coppée occupe ce poste jusqu'en 2005 et réunit une nouvelle alliance d’actionnaires, menée par Édouard de Rothschild, auquel étaient associés Le Nouvel Observateur, El Mundo et le Groupe IPM (éditeur de La Libre Belgique).
Ayant quitté Libération en 2006, ECC ne quitte jamais vraiment la presse puisqu’il était le directeur de la publication de « A Magazine Curated by », revue de langue anglaise consacrée à la mode et au stylisme. Parallèlement, il poursuit une carrière d’intermédiaire multiforme entre la finance, la technologie et les pouvoirs publics, dans le jeu vidéo et la recherche pharmaceutique. Il ajoute à ces activités celles de gentleman-farmer en Roumanie.
Le 11 janvier 2022, il décède d'un cancer au château de Roumont, propriété familiale des Coppée, et ses funérailles sont célébrées à l'église Saint-André d'Ochamps.